# Anochetus striatulus
Anochetus striatulus é uma espécie de formiga do gênero Anochetus, pertencente à subfamília Ponerinae.